# Monohelea cebacoi
Monohelea cebacoi är en tvåvingeart som beskrevs av Lane och Wirth 1964. Monohelea cebacoi ingår i släktet Monohelea och familjen svidknott. Inga underarter finns listade i Catalogue of Life.